# 吴志强
吴志强（1960年8月—），中国工程院院士、德国工程与科学院外籍院士、瑞典皇家工程科学院外籍院士、美国建筑师协会荣誉会士、全国工程勘察设计大师、同济大学副校长、中国2010上海世博会总规划师。

## 职务
- 中国2010年上海世博会园区规划总规划师
- 国务院政府特殊津贴专家
- 上海创意产业中心总策划师
- 中国城市规划学会副理事长
- 中国城市科学研究会副理事长
- 第八届亚洲规划院校联合会议（APSA）主席
- 联合国教科文组织-国际建协（UNESCO-UIA）建筑教育委员会终身委员
- 世界城市规划院校大会（WPSC）秘书长、指导委员会联席主席
- 全球规划教育组织（GPEAN）理事会

## 研究方向
- 城市发展理论与政策研究
- 城市规划与城市设计理论
- 设计战略与理论

## 教育状况
- 1967年-1978年 华山路小学 华东模范中学
- 1978年-1982年 同济大学城市规划专业本科 工学学士
- 1982年-1985年 同济大学城市规划专业研究生 工学硕士
- 1988年-1994年 德国柏林工业大学环境与社会学院城市与区域规划专业工学博士(Dr. -Ing.)

## 工作状况
- 1985年-1988年 同济大学城市规划与建筑研究所助教、讲师
- 1988年-1994年 德国柏林工业大学环境与社会学院城市与区域规划研究所研究员
- 1994年-1996年 德国柏林城市与建筑研究事务所首席研究员
- 1996年- 同济大学副教授、教授 / 硕士生导师、博士生导师 
  - 同济大学城市规划与建筑研究所副所长、所长 / 同济大学城市发展战略与管理研究院副院长
  - 同济大学建筑与城市规划学院副院长、院长
- 1998年- 上海浦东规划顾问总规划师 / 建设部专家委员会委员 / 合肥市人民政府城市规划顾问 / 南昌市人民政府规划咨询顾问 
  - 《城市规划》、《外国城市规划》、《规划师》、《现代城市研究》杂志编委
  - 《城市规划学刊》主任、《时代建筑》杂志常务编委
- 2011年- 同济大学副校长

## 学术组织与社会团体
- 首届世界规划院校大会（WPSC）秘书长
- 世界规划院校大会（WPSC）指导委员会联席主席
- 全球规划教育联合会网络组织（GPEAN）常务委员会委员
- 亚洲规划学院联合会（APSA，Asian Planning School Association）第八届主席
- 国际大都市协会指导委员会（International Committee of Megacities）委员
- 国际大都市基金会（International Metropolis Foundation）常务理事
- 德国城市区域与国土规划学会(SRL，Vereinigung fuer Stadt-，Regional- und Landesplanung）国外会员
- 中国城市规划学会副理事长
- 欧美同学会留德语国家分会 会长
- 建设部城市规划专家委员会委员
- 上海城市建设与管理委员会专家委员会委员

## 组织国际大型学术会议
- 2001年 首届世界规划院校大会（The First World Planning Schools Congress），中国上海，秘书长。
- 2003年 第七届亚洲规划院校联合会国际会议（Asian Planning Schools Congress），主题报告：亚洲城市规划教育（Urban Planning Education in Asia），越南河内，大会主席。
- 2004年 首届Holcim全球可持续建筑论坛，瑞士苏黎士
- 2005年 第六届亚洲与太平洋建筑国际学术研讨会（The 6th International Symposium on Asia Pacific  Architecture），主题报告：中国2010上海世博会规划设计，中国上海，大会主席。
- 2005年 首届国际景观教育大会•中国•2005 景观教育的发展与创新（The 1st International Landscape Studies Education Symposium•China•2005—Shanghai），中国上海，大会主席。
- 2006年 2006生态城市规划国际研讨会（International Conference on Ecocity Planning），主题报告：中国生态城市建设的背景和展望，中国上海，大会主席。
- 2007年 第二届Holcim全球可持续建筑论坛（2007’ Holcim Forum Urban_Trans_Formation），中国上海，组委会联席主席.
- 2007年 Archiprix全球优秀建筑毕业设计作业大奖赛（2007 World’s Best Graduation Projects-Archiprix——Architecture + Urban Design+ Landscape Architecture），中国上海，评委会主席。
- 2007年 同济百年庆典——城市发展国际论坛（International Forum on Urban Development），中国上海，论坛组委会执行主席。
- 2007年 第二届世界建筑史教学与研究国际研讨会（The 2nd International Symposium on Teaching and Research of Architectural History）主题：“跨文化视野下的西方建筑史教学”（Teaching     History of Western Architectural in Cross-Culture Perspective），中国上海，大会主席。
- 2008年   “中非论坛”，主题报告：世博会可持续发展设计。
- 2008年 2008上海双年展国际学生展学术研讨会（The International Students’Exhibitation of 2008 Shanghai Biennale），主题：国际设计展对上海双年展的学术价值（What’s The Academic Contribution of the International Sutdents’  Exhibition to Shanghai Biennale。主持：国际设计展对设计教育与实践的促进作用（How can A design Exhibition Promote Design Education and Practice）

## 已发表专著
- 《Globalisierung der Grossstaedte um die Jahrtausendwende（千年纪之交的大都市的全球化）》1994
- 德国柏林ISR出版社出版，共172页，ISBN 3 7983 16112，ISSN 0341-1125。
- 《城郭九潭》1999，东方出版社出版，共301页，ISBN 7-5060-1232-4。
- 《城市规划原理》2001，中国建设工业出版社出版，共402页，ISBN 7-112-04635-1。
- 《机遇与挑战—面对21世纪的城市规划》2003，中国建筑工业出版社，共473页，ISBN 7-112-05981-X。
- 《中国人居环境可持续发展评价体系》2003，科学出版社，共134页，ISBN 7-03-012524-X。
- 《城市规划与城市管理》（中国市长培训中心教材）2003，中国建设工业出版社出版，共168页，ISBN 7-112-05869-4。
- 《 Schanghai - eine Stadt als Global Player (上海走向全球城)》，2004 ，于《Der Traum von der Stadt am Meer(滨海城市的梦)》， ISBN 3-9809110-0-4，第268-275页，共340页。
- 《绿色建筑》，中国城市科学研究系列报告，编委会副主任，第一章，第二章，第四章撰写人，中国建筑工业出版社，ISBN 978-7-112-09925-2, 470页。
- 《国际智能、绿色建筑与建筑节能大会文集4》，建设部科学技术司，编委会成员，中国建筑工业出版社，ISBN 978-7-112-09927-6，930页。
- 《2008城市发展与规划国际论坛论文集》，编委会成员，中国城市科学研究会，ISBN 1006-3862，340页。
- 《和谐城市 世界城市状况报告（Harmonious Cities—State of The World’s Cities 2008/2009》，译著，中国建筑工业出版社，ISBN 978-7-112-08575-0，计259页。
- 《上海世博会可持续规划设计》，主编，中国建筑工业出版社，ISBN 978-7-112-10907-4，计168页。
- 《超越石油的城市（Cities Beyond Oil）》，主编，中国建筑工业出版社，ISBN 978-7-112-10866-4，计140页。